# Domonkos László (író)
Domonkos László (Szeged, 1951. szeptember 11. –) magyar író, újságíró, televíziós szerkesztő.

## Pályája
Apai nagyszülei a trianoni békeszerződés következményeként menekültek el Bácskából. Tanulmányait szülővárosában végezte, a szegedi egyetemen 1976-ban szerzett magyar-angol szakos bölcsészdiplomát. Még ebben az évben újságíró lett, tizenkét évig a Délmagyarország kulturális rovatánál dolgozott kritikusként, később a Délvilág főmunkatársa lett. 1992 elején Csoóri Sándor hívására került Budapestre, a Magyarok Világszövetségének lapjához. 1994 elejétől 2009 végéig a Duna Televízió szerkesztője, több sikeres dokumentumfilm alkotója. 1990 tavaszától jelennek meg könyvei, elsősorban történeti esszéket, a közelmúlt históriai fehér foltjait feldolgozó dokumentumprózát ír, de válogatott publicisztikáinak már két gyűjteményét is kiadták. Rendszeresen publikál a Magyar Hírlap, a Magyar Nemzet, a Hitel, a Nagy Magyarország és a délvidéki Aracs hasábjain. A Trianoni Szemle folyóirat szerkesztőbizottságának tagja, a lapszámok egyik állandó publicistája. A Rendszerváltás Történetét Kutató Intézet és Archívum /RETÖRKI/ munkatársa.
2013. június 27-én "európai szellemiségű, egyben a régi magyar értékeket felmutató munkásságáért" megkapta a Magyar Páneurópa Unió Báró Eötvös József Sajtódíját.

## Kötetei
- Magyar Sámsonok. Paraszti ellenállás, 1951–1955; Csongrád Megyei Lapkiadó Vállalat, Szeged, 1990
- A hóhér vigyorog. Számadás és vádirat; Universum, Szeged, 1990
- Magyarok a Délvidéken (Zrínyi, Budapest, 1992)
- Titkos történetünk (Zrínyi, Budapest, 1994) 265 p. ISBN 963-327-237-8
- Folytatódó titkos történetünk (Püski, Budapest, 1996)
- Ki nem beszélt háborúink – válogatott publicisztikák 1976–1996 (Felsőmagyarország, Miskolc, 1998)
- Forognak a kerekek – 33 hónap Baranyában 1918–1921 (Püski, Budapest, 1999)
- A Kárpátok menyasszonya (KÖZDOK, Budapest, 2000)
- Kommandó a Kárpátokban – A Maderspach-történet (Masszi, Budapest, 2005)
- Arculcsapott birodalom – 1956 az idők árján (Püski, Budapest, 2006)
- Az Auróra utolsó lövése – válogatott publicisztikák 1997–2007 (Püski, Budapest, 2007) 198 p. ISBN 978-963-9592-28-5
- Nagyenyedi ördögszekér (Masszi, Budapest, 2008)
- Az elárult hadosztály – Erdély, Felvidék, Mura-vidék 1919 (Masszi, Budapest, 2009)
- Megőrzésre átvéve – Barangolás a lengyel Szepesben és Árvában (Konrad Sutarskival közösen; Unicus Műhely, Budapest, 2009)
- Az elfelejtett parancsnok – Kratochvil Károly élete (Masszi, Budapest, 2010)
- A kicserélt város – Fiume: volt és van (Unicus Műhely, Budapest, 2010)
- Tűzzel-vassal a hazáért – A Maderspach család (Kárpátia Stúdió, Budapest, 2011)
- Francia Kiss Mihály élete és halála (Püski-Masszi, Budapest, 2011)
- Golyónyomok – Beszélgetés Juhász György irodalomtörténésszel (Unicus Műhely, Budapest, 2011)
- Csurka (Kárpátia Stúdió, Budapest, 2012)[1]
- Elsüllyedt földön – Szerémi szerelem – Unicus Műhely, Budapest, 2013
- A leghosszabb háború – Méry Ratio, Budapest, 2013
- A megfigyelt tanú. Az elfeledett kormányfő. P. Ábrahám Dezső; Antológia, Lakitelek, 2014, 161 p. ISBN 978-615-5428-08-1
- Vereségek diadala – Arad-Hegyalja napsütésben – Unicus Műhely, Budapest, 2015
- Dunán innen, Dunán túl. Egy romlás antológiája (1992–2010) Budapest, Püski Kiadó, 2015. 156 p. ISBN 978-963-302-147-7
- Békéssámson hősei. Magyar ellenállási mozgalom, 1951–1955; Közép- és Kelet-európai Történelem és Társadalom Kutatásáért Közalapítvány, Budapest, 2015
- Goli otok, a Pokol-sziget. Tito Gulágja az Adrián, 1949–1980; CEPoliti, Budapest, 2016
- Domonkos László: In memoriam Kratochvil Károly. Budapest, Nemzetstratégiai Kutatóintézet, Méry Ratio Kiadó, 2019
- Pompeji magyar hamuja. Sáros megyei leletmentő; Patrióták, Budapest, 2021
- Mosolyok árnyéka. Esszék; L'Harmattan, Budapest, 2021
- Üvegfészek. Novellák; L'Harmattan, Budapest, 2021
- Délvidéki capricciók. Gondolatok a forrásvidékről; Keskenyúton Alapítvány, Budapest, 2022

## A Trianoni Szemle folyóiratban megjelent publikációi
- A bölcsesség színe és visszája. Trianoni Szemle, IX. évfolyam, Budapest, Trianon Kutatóintézet, 2017/1 – 2. szám 28-32. o.
- Száz éve már... Trianoni Szemle, VIII. évfolyam, Budapest, Trianon Kutatóintézet, 2016 Évkönyv. 38-41. o.
- A patikus igazsága Trianoni Szemle, VIII. évfolyam, Budapest, Trianon Kutatóintézet, 2016 Évkönyv. 285. o.
- Magyarul szeretni – Domonkos László beszélget Tolcsvay Béla Kossuth díjas zenésszel. Trianoni Szemle, VII. évfolyam, Budapest, Trianon Kutatóintézet, 2015 Évkönyv. 45-47. o.
- Szerelmünk Városliget. Trianoni Szemle, VII. évfolyam, Budapest, Trianon Kutatóintézet, 2015 Évkönyv. 267-272. o.
- Az igazság páncélosai. Trianoni Szemle, VII. évfolyam, Budapest, Trianon Kutatóintézet, 2015 Évkönyv. 302-303. o.
- Jancsó Benedek itt és ott. Trianoni Szemle, VI. évfolyam, Budapest, Trianon Kutatóintézet, 2014/3. és 4. szám. 175. o.
- Trianon néz be minden ablakon. Trianoni Szemle, VI. évfolyam, Budapest, Trianon Kutatóintézet, 2014/3. és 4. szám. 189. o.
- Elfelejtett magyarok – Makkai Sándor. Trianoni Szemle, VI. évfolyam, Budapest, Trianon Kutatóintézet, 2014/1. és 2. szám. 105 – 109 o.
- Kommunista Rómeó és Júlia. Trianoni Szemle, VI. évfolyam, Budapest, Trianon Kutatóintézet, 2014/1. és 2. szám. 180 o.
- Elfelejtett magyarok – Deák Leó. Trianoni Szemle, V. évfolyam, Budapest, Trianon Kutatóintézet, 2013/3. és 4. szám 134 – 137 o.
- Az el nem sodort tudós – Fodor Ferenc. Trianoni Szemle, V. évfolyam, Budapest, Trianon Kutatóintézet, 2013/1. és 2. szám. 143 – 146 o.
- Bekerítve. Trianoni Szemle, V. évfolyam, Budapest, Trianon Kutatóintézet, 2013/1. és 2. szám. 190 – 193 o.
- Elfelejtett magyarok – Bánffy Miklós. Trianoni Szemle, IV. évfolyam, Budapest, Trianon Kutatóintézet, 2012/ 1-4. szám. 32 – 35. o.
- Hárman sorstragédiákról. Trianoni Szemle, IV. évfolyam, Budapest, Trianon Kutatóintézet, 2012/ 1-4. szám. 194 – 195. o.
- A terror arca. Trianoni Szemle, III. évfolyam. Budapest, Trianon Kutatóintézet, 2011/3. szám 108-109 o.
- 103 nap, amely ...(Lipcsey Ildikó könyvéről) Trianoni Szemle, II. évfolyam. Budapest, Trianon Kutatóintézet, 2010/2. szám. 2010. július – szeptember. 105-106 o.
- Szerb? Magyar? Köztársaság? Trianoni Szemle, I. évfolyam, Budapest, Trianon Kutatóintézet, 2009/3. szám. 2009. július – szeptember. 50 – 59. o.